# Синицын, Андрей Тимофеевич
Андре́й Тимофе́евич Сини́цын (род. 1 июня 1961, Москва) — критик, публицист, составитель сборников, креативный редактор, издатель.

## Биография
Родился 1 июня 1961 года в г.Москва. В 1984 году окончил Московский Энергетический Институт.
В 1990 году пришел в книжный бизнес. Занимался подготовкой первых в России переводов романов культовых западных фантастов Роджера Желязны, Кристофера Сташефа и Роберта Линна Асприна, сам является автором ряда переводов.
С 1995 года занимается критикой и публицистикой. Автор многочисленных статей, рецензий, обзоров, библиографических работ.
Выступал редактором-составителем серии «Классика Отечественной Фантастики» (2002 – 2003), «S.T.A.L.K.E.R.» (2009 – настоящее время), «Дозоры» (2013 – 2020), принимал участие в подборе авторов и подготовке текстов для серий издательства АСТ «Золотая библиотека фантастики», «Классика мировой фантастики», «Science Fiction», «Альтернатива», «Век Дракона», «Заклятые миры», «Звездный лабиринт» и другие. Кроме того, помогал продвижению ряда авторов в качестве литагента.
С 2002 года выступает как составитель авторских сборников фантастики и антологий, в том числе «Мифы мегаполиса» (2007) (совокупный тираж более 100.000 экземпляров), а также двухтомника «Убить чужого»/«Спасти чужого» (2008), выпущенного к проводившемуся в 2008 г. в России Еврокону — ежегодному конгрессу Европейского общества научной фантастики. Является составителем ежегодника «Лучшая фантастика» (2014 – настоящее время), персональных сборников Сергея Лукьяненко, а также автором сценария комикса по роману Сергея Лукьяненко «Ночной дозор» (2009). 
Один из основателей издательства «ТП» (1993), работал главным редактором издательств «Центральный Книжный Двор» (2001 – 2004) и «Международный Центр Фантастики» (2004 – 2007). В 2009 г. открыл ИП Синицын (основной род деятельности – издание книг).
Член Союза писателей России с 2004 года.
Является участником международного сообщества любителей фантастики. С 1985 года – один из активных членов Клуба любителей фантастики «Три парсека» при МВТУ им. Баумана. Посетил более 200 литературных конференций, в том числе более 10 раз в составе российских делегаций на Международных форумах (Worldcon, Eurocon, региональные конференции).

## Организаторская деятельность
В качестве члена оргкомитета принимал участие в организации около 40 конференций: «РосКон» (г. Москва) (2001 – настоящее время), «Еврокон» (2008), «Интерпресскон» (г. Санкт-Петербург) (2009 – 2014), «Поехали» (2011 – 2019), Первый Международный литературный фестиваль им. А. С. Пушкина (г. Судак) (2019), Литературная Мастерская Сергея Лукьяненко (г. Королев) (2023).

## Награды и премии
Неоднократно удостаивался жанровых премий и наград, в том числе: «Золотой Роскон» (г. Москва), «Интерпресскон» и Меч «Рыцарь фантастики» (г. Санкт-Петербург), «Золотой кадуцей» и «Харьковский Дракон» (г. Харьков), приз имени Ивана Антоновича Ефремова и приз имени Виталия Бугрова (г. Екатеринбург).

## Избранные публикации
- Интерпресскон-95 Статья // журнал «Сверхновая американская фантастика» № 4, 1995
- О, Звягинцев! Статья // газета «Книжное обозрение», 1997 г., (№ 22), 3 июля, с. 16
- Прощальный дар мастеров Статья // журнал «Если 2000'4»
- Ровесники фантастики Статья // антология «Фантастика 2000» М.: АСТ, 2000 г. В соавторстве с Дмитрием Байкаловым
- Континент Статья // антология «Фантастика 2001» М.: АСТ, 2001 г. В соавторстве с Дмитрием Байкаловым
- Истина где-то рядом? (Опыт экзистенциального анализа российских фантастических премий) Эссе // журнал «Если 2001'2», антология «Фантастика 2002. Выпуск 1» М.: АСТ, 2001 г. В соавторстве с Дмитрием Байкаловым
- Объяснительная записка Статья // журнал «Если 2001'5»
- Эффект синей папки Очерк // журнал «Если 2001'11»
- Волны Статья // антология «Фантастика 2002. Выпуск 2» М.: АСТ, 2002 г. В соавторстве с Дмитрием Байкаловым
- Это сладкое слово — любовь (Ну а теперь — о любви) Эссе // журнал «Если 2001'12», антология «Фантастика 2002. Выпуск 2» М.: АСТ, 2002 г.
- Этот мир придуман не нами Статья // Р. Хайнлайн «Тоннель в небе» М.: Центрполиграф, 2002 г.
- Игры больших детей Статья // журнал «Если 2002'4», журнал «Безымянная Звезда» № 5 (февраль 2006). В соавторстве с Дмитрием Байкаловым
- Alter ego 21 века, или Современный Франкенштейн Эссе // журнал «Если 2002'8», журнал «Безымянная Звезда» № 5 (февраль 2006). В соавторстве с Дмитрием Байкаловым
- Бесконечная любовь Статья // журнал «Если 2002'10»
- Дом, который построили фантасты Статья // журнал «Если 2003'1»
- Диалоги при полной луне Статья // антология «Фантастика 2003. Выпуск 1»М.: ООО «Издательство АСТ, Ермак, 2003 г. В соавторстве с Дмитрием Байкаловым
- Особый дозор Статья // антология «Фантастика 2003. Выпуск 2» М.: ООО «Издательство АСТ, Ермак, 2003 г. В соавторстве с Дмитрием Байкаловым
- Мой чужой Статья // антология «Антология мировой фантастики. Том 6. Контакт. Столкновение», М.: Аванта+, 2003 г.
- Без основания Статья // А. Азимов «Основание» М.: Центрполиграф, 2003 г.
- В ожидании Его Пьеса // антология «Фантастика 2004. Выпуск 1»М.: АСТ, Ермак, 2004 г. В соавторстве с Дмитрием Байкаловым
- Отклонение от совершенства Статья // журнал «Если 2004'9»
- Путеводитель по конвентам для странствующих и путешествующих Очерк // антология «Фантастика 2005», М.: АСТ, Люкс, 2005 г. В соавторстве с Дмитрием Байкаловым
- Соло дуэтом (Случайные связи) Статья // журнал «Если 2006'02», антология «Лучшее за год 2007. Российское фэнтези, фантастика, мистика».СПб.: Азбука-классика, 2007 г. В соавторстве с Дмитрием Байкаловым
- Похоже, найдётся здесь десять Статья // журнал «Если 2006'05»
- Дальний космос как предчувствие Статья // антология «Закон Дальнего космоса», М.: Эксмо, 2007 г.
- Феномен по имени Лукьяненко Статья // авторский сборник С. Лукьяненко «Конец легенды», М.: АСТ, Минск: Харвест, 2007 г., авторский сборник С. Лукьяненко «Новая, новая сказка», М.: АСТ, Астрель, 2010 г., авторский сборник С. Лукьяненко «Именем Земли» М.: АСТ, 2015 г. В соавторстве с Дмитрием Байкаловым
- Бремя русского фантаста Статья // антология «Спасти чужого», М.: АСТ, АСТ Москва, 2008 г., антология «Убить чужого», М.: Эксмо, 2008 г.
- На каком-то витке бесконечной спирали Статья // антология «Порох в пороховницах», М.: АСТ, АСТ Москва, 2008 г.
- Миссия (очень личные воспоминания) Документальное произведение // журнал «Если 2009'10». В соавторстве с Дмитрием Байкаловым
- Сборник системы солера Статья // антология «Новые мифы мегаполиса», М.: АСТ, Астрель, 2011 г.
- Сомкнулось связь времен Статья // Саша Кругосветов «Киты и люди» М.: Продюсерский центр Александра Гриценко, 2015 г. В соавторстве с Дмитрием Байкаловым
- Красота его — как цвет полевой Статья // К. Саймак «Заповедник гоблинов» М.: Э, 2016 г. В соавторстве с Дмитрием Байкаловым
- Неэвклидова фантастика Статья // Р. Желязны. «Князь Света», М.: Э, 2016 г. В соавторстве с Дмитрием Байкаловым

## Составитель сборников
- Авторский сборник Генрих Альтов, Валентина Журавлева — Летящие по Вселенной М.: АСТ, 2002 г. Серия: КОФ. Сосоставитель: Дмитрий Байкалов
- Авторский сборник Дмитрий Биленкин — Космический бог М.: АСТ, 2002 г. Серия: КОФ. Сосоставитель: Дмитрий Байкалов
- Авторский сборник Дмитрий Биленкин — Пустыня жизни М.: АСТ, 2002 г. Серия: КОФ. Сосоставитель: Дмитрий Байкалов
- Авторский сборник Север Гансовский — День гнева М.: АСТ, 2002 г. Серия: КОФ. Сосоставитель: Дмитрий Байкалов
- Авторский сборник Север Гансовский — Чужая планета М.: АСТ, 2002 г.Серия: КОФ. Сосоставитель: Дмитрий Байкалов
- Авторский сборник Владимир Михайлов — Люди Приземелья М.: АСТ, 2002 г. Серия: КОФ. Сосоставитель: Дмитрий Байкалов
- Авторский сборник Владимир Михайлов — Дверь с той стороны М.: АСТ, 2003 г. Серия: КОФ. Сосоставитель: Дмитрий Байкалов
- Авторский сборник Владимир Михайлов — Исток М.: АСТ, 2003 г. Серия: КОФ. Сосоставитель: Дмитрий Байкалов
- Авторский сборник Геннадий Прашкевич — Шпион в Юрском периоде М.: АСТ, 2003 г. Серия: КОФ. Сосоставитель: Дмитрий Байкалов
- Авторский сборник Георгий Гуревич — Приглашение в Зенит М: ООО «Издательство АСТ, 2003 г. Серия: КОФ. Сосоставитель: Дмитрий Байкалов
- Авторский сборник Георгий Гуревич — Мы – из Солнечной системы М: ООО «Издательство АСТ, 2003 г. Серия: КОФ. Сосоставитель: Дмитрий Байкалов
- Авторский сборник Анатолий Днепров — Глиняный бог М: ООО «Издательство АСТ, 2003 г. Серия: КОФ. Сосоставитель: Дмитрий Байкалов
- Авторский сборник Виктор Колупаев — Качели отшельника М: ООО «Издательство АСТ, ЗАО НПП «Ермак», 2003 г. Серия: КОФ. Сосоставитель: Дмитрий Байкалов
- Авторский сборник Владимир Фирсов — Срубить крест М: ООО «Издательство АСТ, ЗАО НПП «Ермак», 2003 г. Серия: КОФ. Сосоставитель: Дмитрий Байкалов
- Антология Человек человеку – кот М.: АСТ, 2004 г.
- Антология Поваренная книга Мардгайла М.: АСТ, Транзиткнига, 2005 г.
- Авторский сборник Зиновий Юрьев — Рука Кассандры М.: АСТ, АСТ Москва, Транзиткнига, 2006 г. Серия: КОФ. Сосоставитель: Дмитрий Байкалов
- Авторский сборник Сергей Лукьяненко — Пристань желтых кораблей М.: АСТ, АСТ Москва, Хранитель, Минск: Харвест, 2007 г.
- Авторский сборник Сергей Лукьяненко — Конец легенды М.: АСТ, Минск: Харвест, 2007 г.
- Авторский сборник Владимир Васильев — Гений подземки М.: АСТ, АСТ Москва, Хранитель, 2007 г.
- Антология Мифы мегаполиса М.: АСТ, АСТ Москва, Хранитель, 2007 г.
- Авторский сборник Сергей Лукьяненко — Донырнуть до звезд М.: АСТ, 2008 г., также М.: АСТ, Астрель, 2011 г.
- Антология Убить Чужого М.: Эксмо, 2008 г. Серия: Eurocon 2008, также М.: АСТ, АСТ Москва, Минск: Харвест, 2008 г.
- Антология Спасти Чужого М.: АСТ, АСТ Москва, 2008 г. Серия: Eurocon 2008, также М.: Эксмо, 2008 г.
- Антология Свой-чужой (омнибус) М.: Эксмо, 2008 г.
- Антология Порох в пороховницах М.: АСТ, АСТ Москва, 2008 г.
- Авторский сборник Сергей Лукьяненко Новая, новая сказка М.: АСТ, Астрель, 2010 г., также под названием Именем Земли М.: АСТ, 2015 г.
- Антология Новые мифы мегаполиса М.: АСТ, Астрель, 2011 г.
- Антология Z - значит Зомби М.: АСТ, 2013 г.
- Антология Новогодний Дозор. Лучшая фантастика 2014 М.: АСТ, 2014 г.
- Антология Обыденный дозор: Лучшая фантастика 2015 М.: АСТ, 2014 г.
- Антология Мелкий Дозор Серия: Дозоры М.: АСТ, 2015 г.
- Антология Спасти человека. Лучшая фантастика 2016 М.: АСТ, 2016 г.
- Антология Затерянный дозор. Лучшая фантастика 2017 М.: АСТ, 2016 г
- Антология Дозор навсегда. Лучшая фантастика 2018 М.: АСТ, 2018 г.
- Антология 2084.ru М.: АСТ, 2018 г.
- Антология Территория Дозоров. Лучшая фантастика 2019 М.: АСТ, 2018 г.
- Антология Город 2100 М.: Институт генплана Москвы, 2019 г.
- Антология Время для мага. Лучшая фантастика 2020 М.: АСТ, 2019 г.
- Антология Цель и средства. Лучшая фантастика 2021 М.: АСТ, 2020 г.
- Антология Наваждение. Лучшая фантастика 2022 М.: АСТ, 2021 г.
- Антология Назад в Космос М.: АСТ, 2021 г.
- Антология Найти себя. Лучшая фантастика 2023 М.: АСТ, 2022 г.
- Альманах Ключ души. Литературная мастерская Сергея Лукьяненко. М.: СДФЛК, 2023 г.

## Комикс
- Сергей Лукьяненко Ночной Дозор (комикс). Выпуск 1 М.: АСТ, СПб.: TerraFantastica, 2009 г. Автор сценария совместно с Дмитрием Байкаловым и Александром Ютановым.